# パウル・デ・フォス
パウル・デ・フォス（Paul de Vos、1591年か1592年または1595年生まれ、1678年6月30日没）はフランドルの画家である。人物画家コルネリス・デ・フォスの弟である。動物や狩猟の情景、静物画を描くのを得意とした。アンソニー・ヴァン・ダイクやピーテル・パウル・ルーベンスといった当時のアントウェルペンを代表する画家と共作することもあった。

## 略歴
現在のオランダ南西部、ゼーラント州のフルストで生まれた。兄のコルネリス・デ・フォス(Cornelis de Vos:c.1584-1651)は肖像画を得意とする画家である。兄と同じく、幼い時代のことは知られていないが、家族は1596年にアントウェルペンに移ったとされる。
1604年にアントウェルペンのあまり知られていない画家 Denijs van Hove の弟子になり、その後兄も学んだDavid Remeeus (1559–1626)に学んだ。1611年に姉妹の一人が静物画や動物画を得意とした画家のフランス・スナイデルス(1579-1657)と結婚し、パウル・デ・フォスは義理の兄のスナイデルスの工房で働くようになったと推定されていて、1620年末にアントウェルペンの聖ルカ組合に親方画家として登録された。
1624年に公証人の娘と結婚し、10人の子供をもうけた。1628年に生まれた子供の名付け親にはピーテル・パウル・ルーベンスがなった。経済的に成功し不動産への投資もできるようになった。
スペインのレガネス侯爵(Diego Felipez de Guzmán, 1st Marquess of Leganés)や当時マドリードに住んでいたフィリップ＝シャルル・ダランベールなどのスペインの有力者も顧客にして多くの作品を描いた。1637年から1638年にはマドリードのブエン・レティーロ宮殿(Palacio del Buen Retiro)や狩猟用の館トーレ・デ・ラ・パラーダ（Torre de la Parada)の装飾画も描いた。
狩りの情景や、静物画、聖書、神話に題材を取った作品の中で、主に動物を題材にした。はじめスナイデルスの影響を受けていたが後に独自のスタイルになった。アントウェルペンの画家たちの間で当時よく行われた共作も行い、親類の風景画家のヤン・ウィルデンスやピーテル・パウル・ルーベンスらと共作した。

## 作品

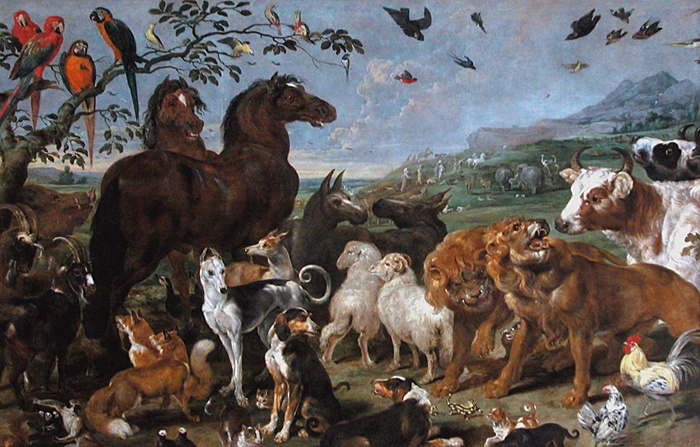
「ノアの方舟」 ルーヴル美術館　蔵
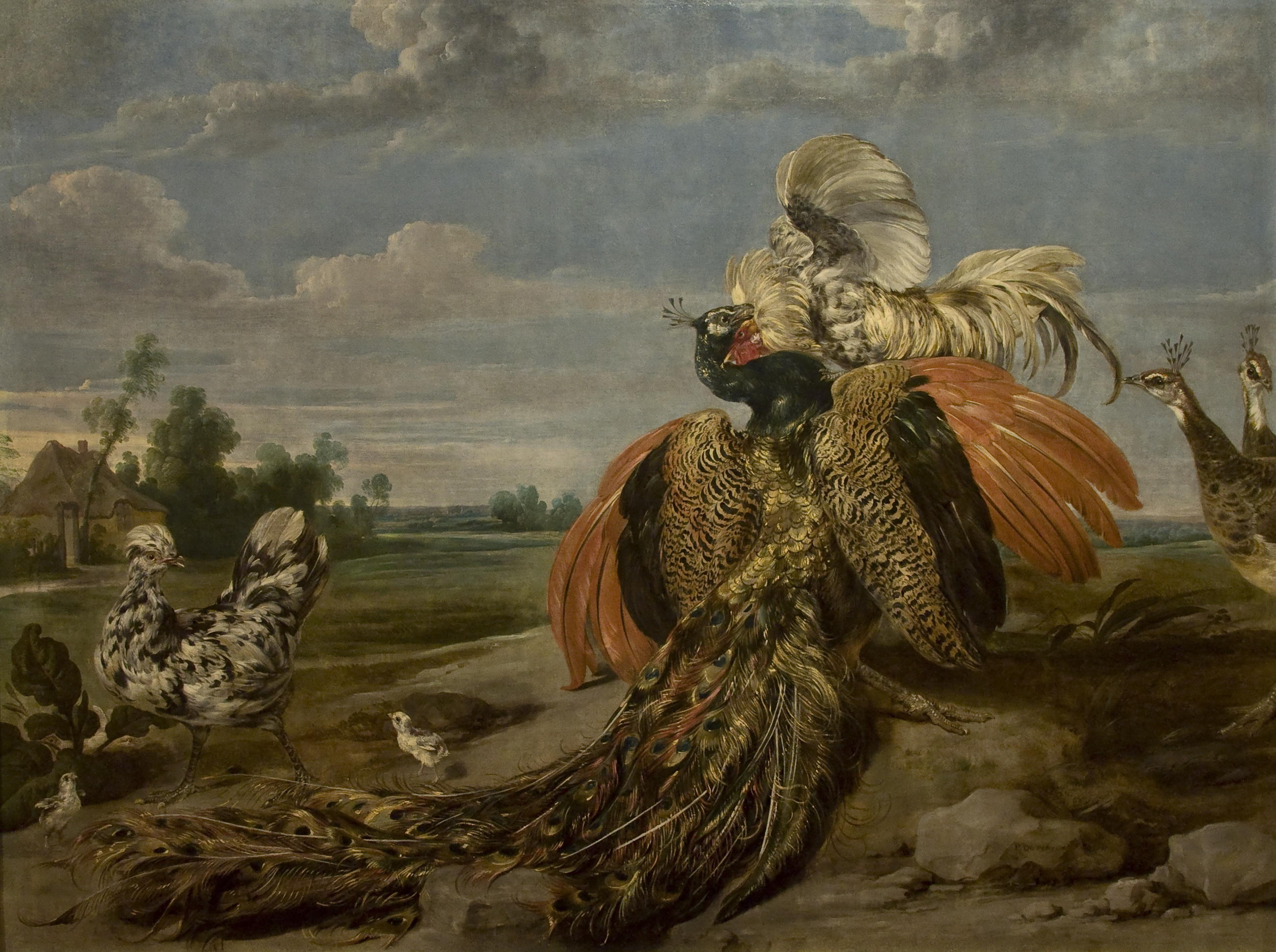
鶏と孔雀の戦い Calouste Gulbenkian Museum(リスボン）蔵
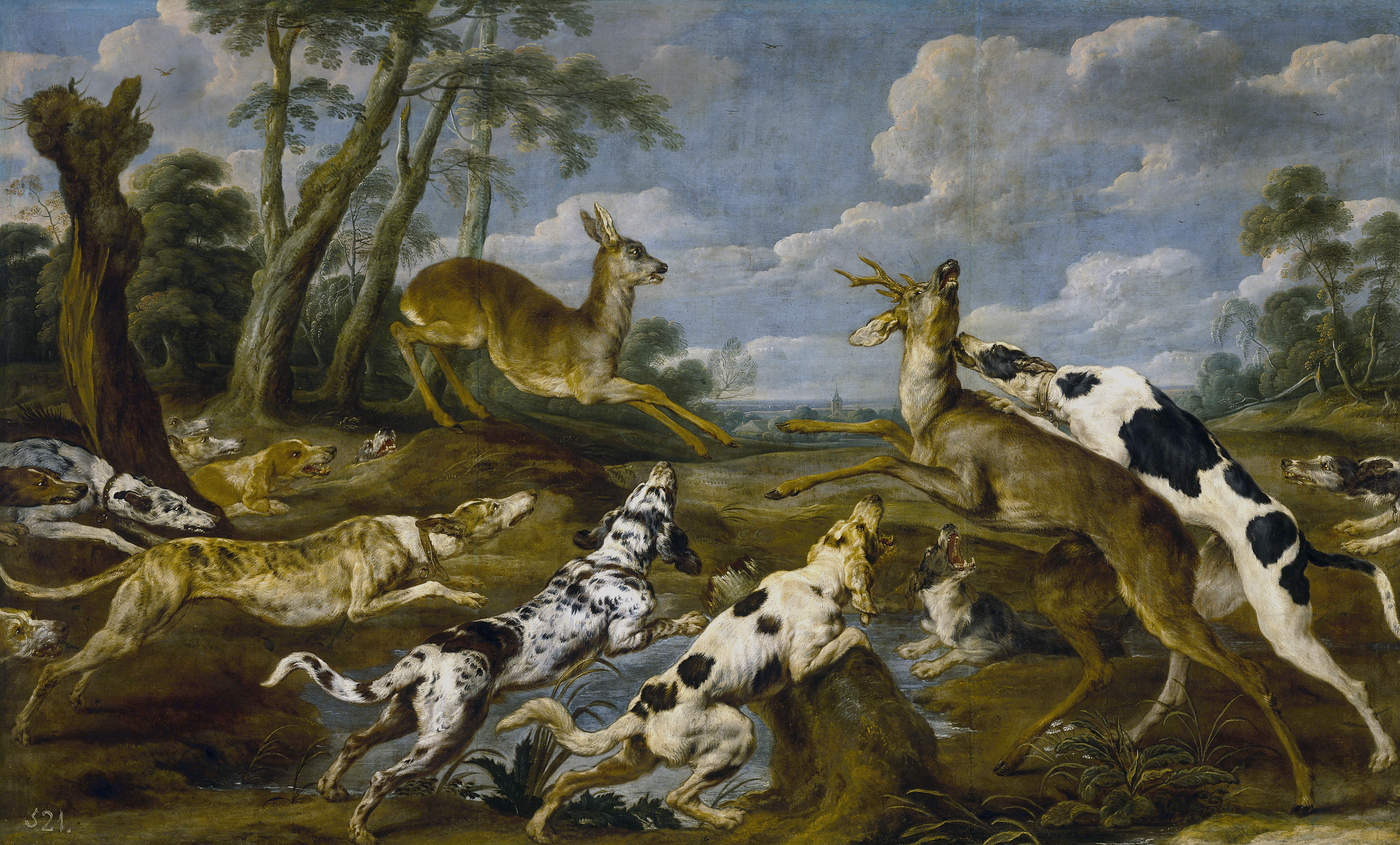
狩りの情景 プラド美術館　蔵
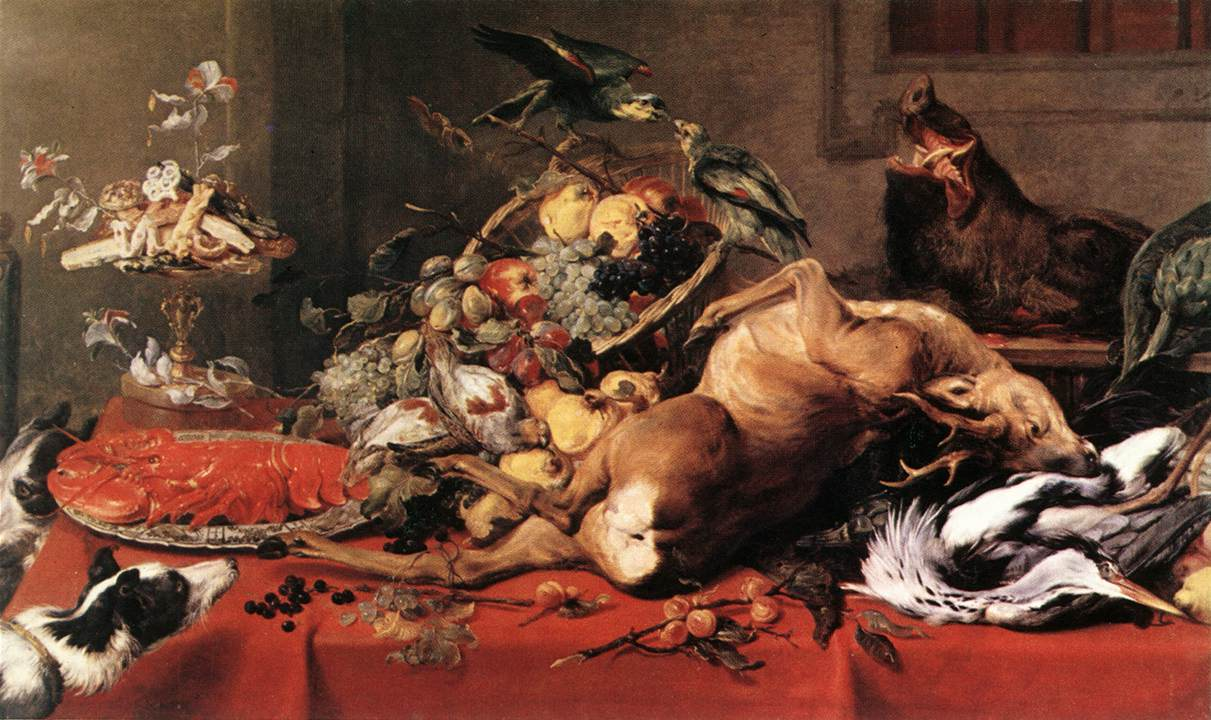
静物画 Hunterian Museum and Art Gallery　蔵
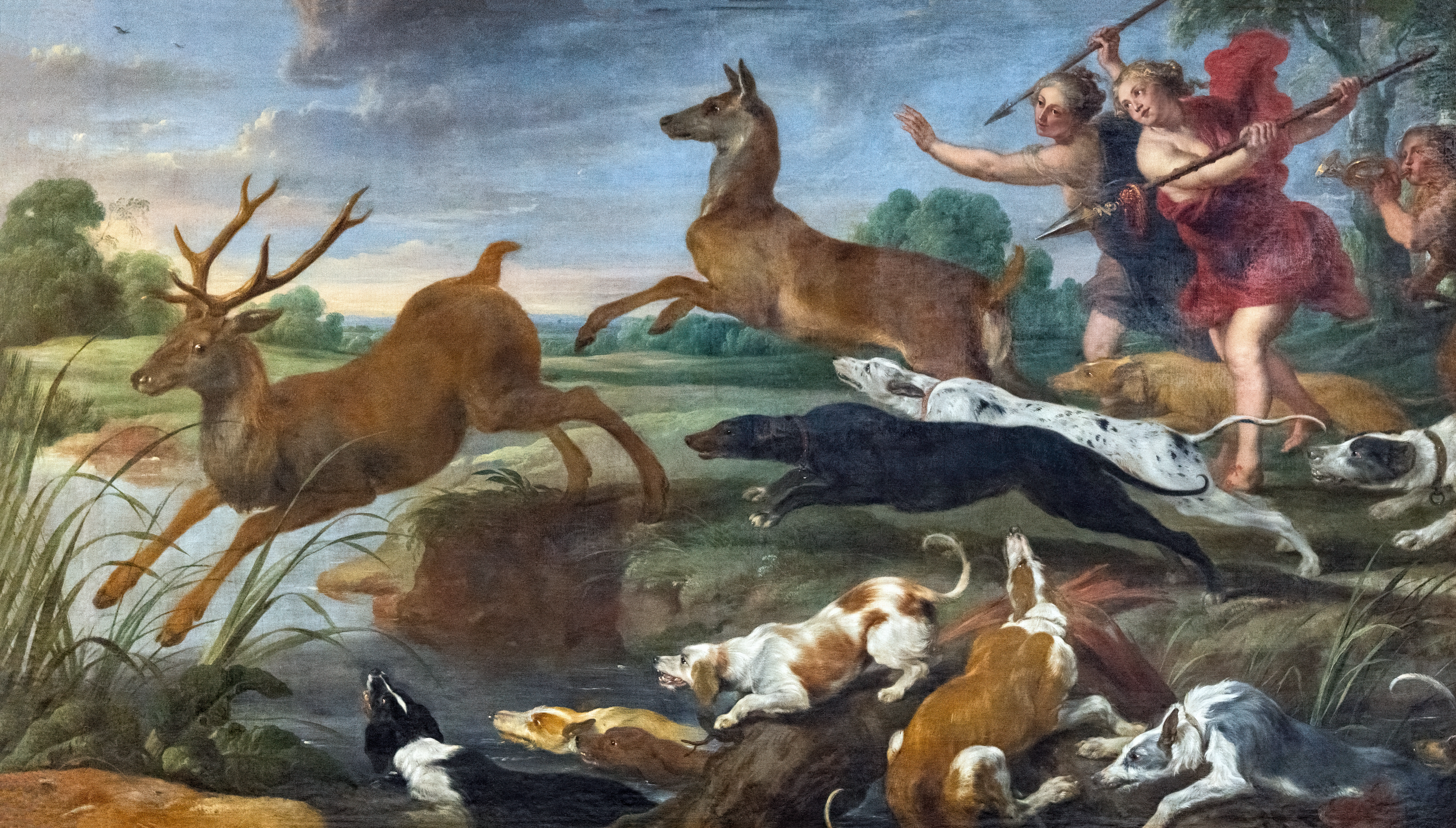
アマゾネスの鹿狩り Musée d'art et d'histoire de Narbonne　蔵
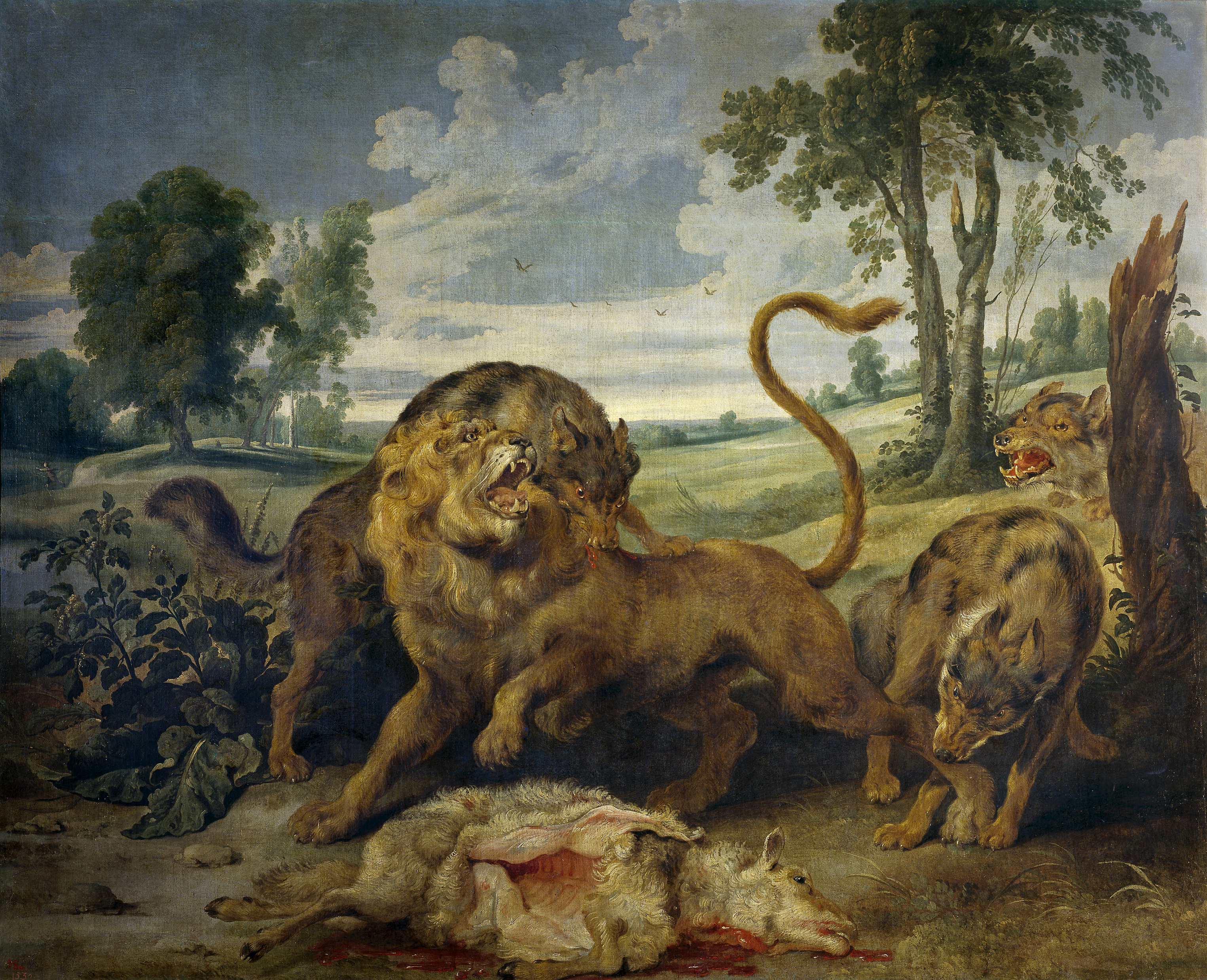
ライオンと狼
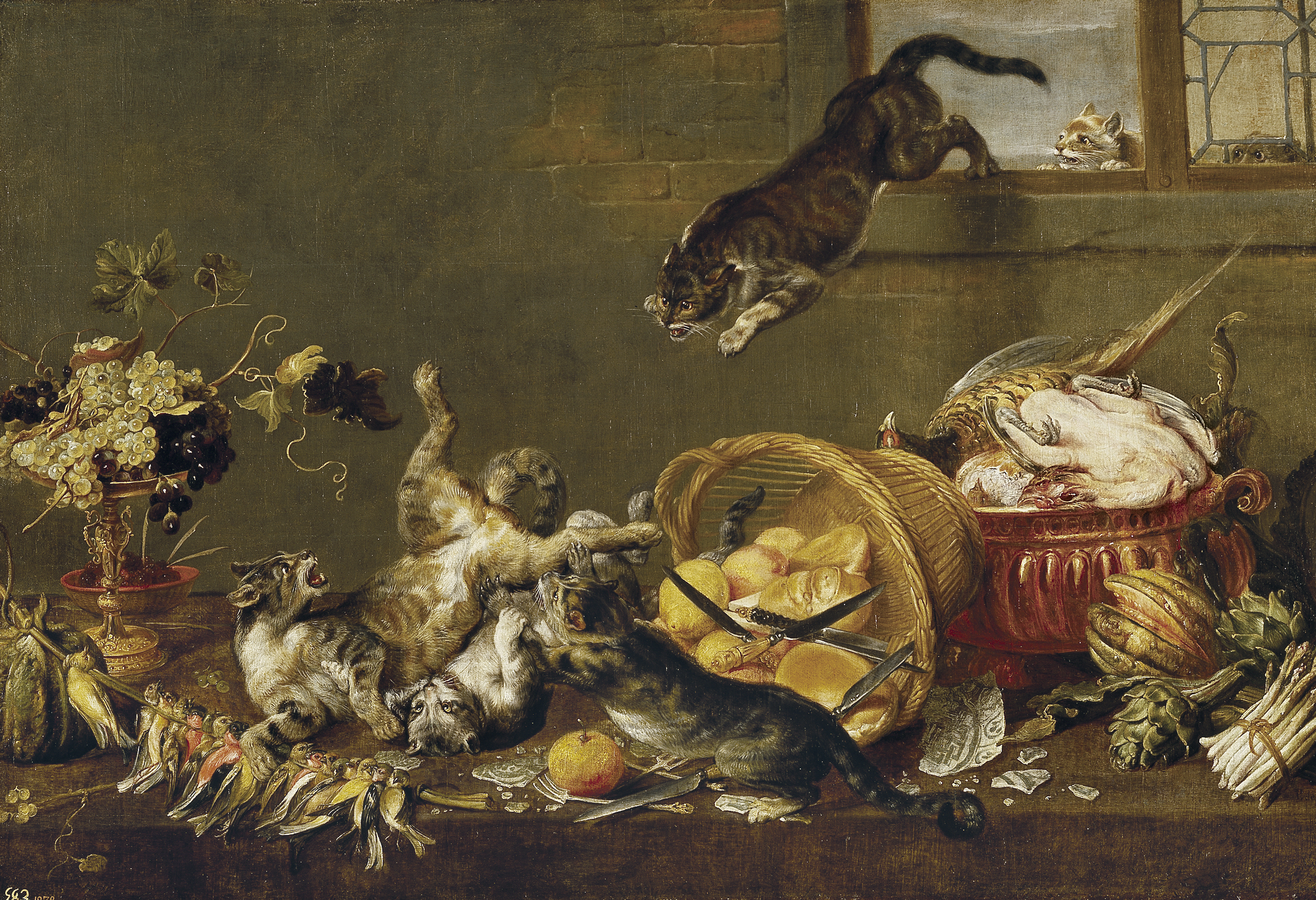
食料庫でケンカする猫 プラド美術館　蔵
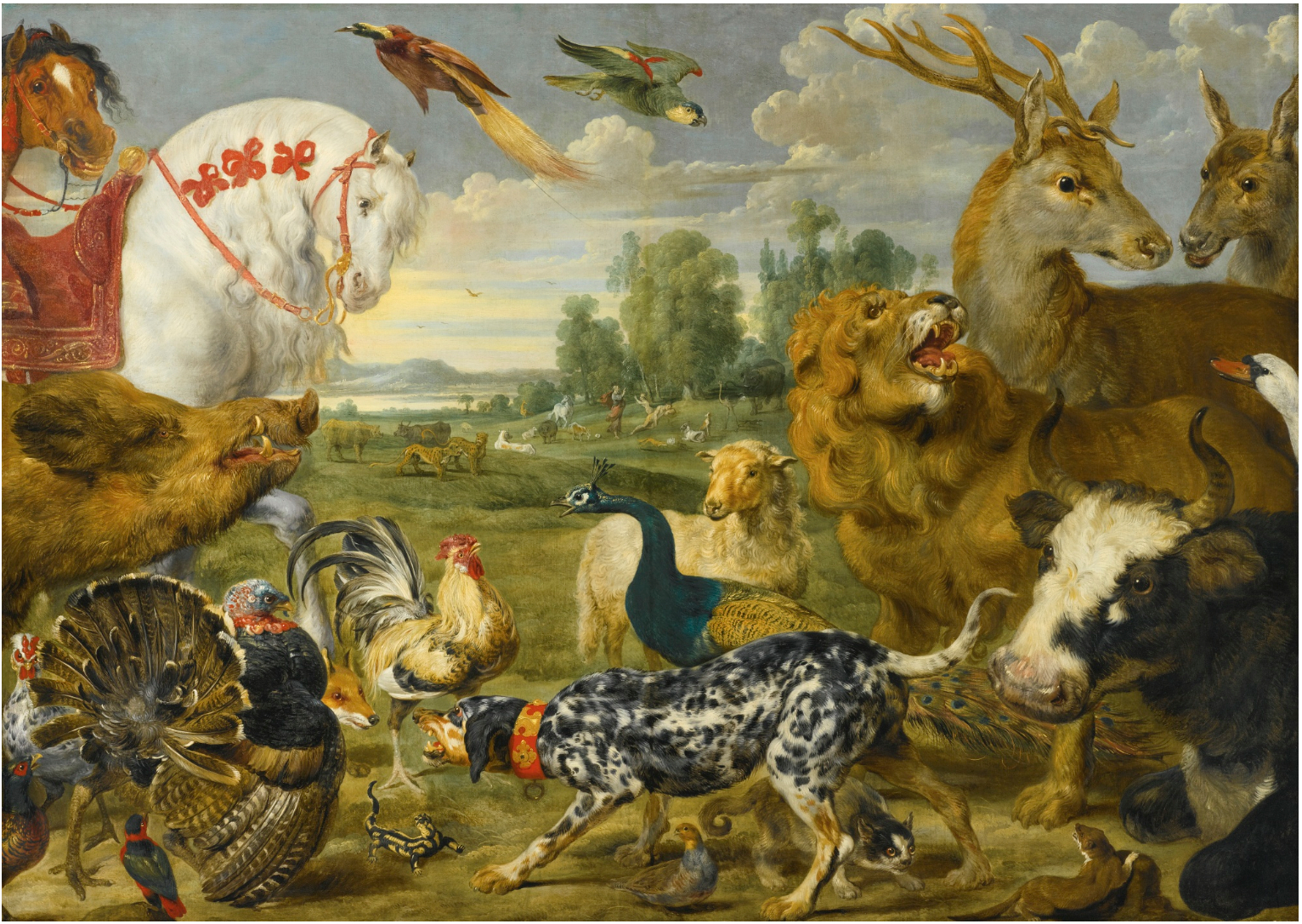
エデンの園、ヤン・ヴィルデンスと共作